# Llista d'asteroides/121301–121400
| Nom      | Designació provisional | Data de descobriment | Lloc de descobriment | Descobridor/s                    |
| -------- | ---------------------- | -------------------- | -------------------- | -------------------------------- |
| 121301 - | 1999 RT202             | 8 de setembre, 1999  | Socorro              | LINEAR                           |
| 121302 - | 1999 RN203             | 8 de setembre, 1999  | Socorro              | LINEAR                           |
| 121303 - | 1999 RB205             | 8 de setembre, 1999  | Socorro              | LINEAR                           |
| 121304 - | 1999 RA206             | 8 de setembre, 1999  | Socorro              | LINEAR                           |
| 121305 - | 1999 RH206             | 8 de setembre, 1999  | Socorro              | LINEAR                           |
| 121306 - | 1999 RQ207             | 8 de setembre, 1999  | Socorro              | LINEAR                           |
| 121307 - | 1999 RT207             | 8 de setembre, 1999  | Socorro              | LINEAR                           |
| 121308 - | 1999 RD208             | 8 de setembre, 1999  | Socorro              | LINEAR                           |
| 121309 - | 1999 RG209             | 8 de setembre, 1999  | Socorro              | LINEAR                           |
| 121310 - | 1999 RJ209             | 8 de setembre, 1999  | Socorro              | LINEAR                           |
| 121311 - | 1999 RR209             | 8 de setembre, 1999  | Socorro              | LINEAR                           |
| 121312 - | 1999 RS209             | 8 de setembre, 1999  | Socorro              | LINEAR                           |
| 121313 - | 1999 RF214             | 8 de setembre, 1999  | Uccle                | T. Pauwels                       |
| 121314 - | 1999 RW217             | 4 de setembre, 1999  | Anderson Mesa        | LONEOS                           |
| 121315 - | 1999 RB218             | 4 de setembre, 1999  | Catalina             | CSS                              |
| 121316 - | 1999 RC219             | 5 de setembre, 1999  | Anderson Mesa        | LONEOS                           |
| 121317 - | 1999 RE225             | 7 de setembre, 1999  | Socorro              | LINEAR                           |
| 121318 - | 1999 RY242             | 4 de setembre, 1999  | Anderson Mesa        | LONEOS                           |
| 121319 - | 1999 RN247             | 5 de setembre, 1999  | Kitt Peak            | Spacewatch                       |
| 121320 - | 1999 RR249             | 6 de setembre, 1999  | Kitt Peak            | Spacewatch                       |
| 121321 - | 1999 SH                | 16 de setembre, 1999 | Višnjan Observatory  | K. Korlević                      |
| 121322 - | 1999 SQ1               | 19 de setembre, 1999 | Ondřejov             | L. Šarounová                     |
| 121323 - | 1999 SJ3               | 22 de setembre, 1999 | Socorro              | LINEAR                           |
| 121324 - | 1999 SQ5               | 30 de setembre, 1999 | Socorro              | LINEAR                           |
| 121325 - | 1999 SU5               | 30 de setembre, 1999 | Socorro              | LINEAR                           |
| 121326 - | 1999 SG12              | 22 de setembre, 1999 | Socorro              | LINEAR                           |
| 121327 - | 1999 SL14              | 30 de setembre, 1999 | Catalina             | CSS                              |
| 121328 - | 1999 SZ14              | 29 de setembre, 1999 | Catalina             | CSS                              |
| 121329 - | 1999 SF15              | 30 de setembre, 1999 | Catalina             | CSS                              |
| 121330 - | 1999 SW16              | 29 de setembre, 1999 | Catalina             | CSS                              |
| 121331 - | 1999 SN22              | 30 de setembre, 1999 | Catalina             | CSS                              |
| 121332 - | 1999 SB24              | 29 de setembre, 1999 | Catalina             | CSS                              |
| 121333 - | 1999 TF3               | 4 d'octubre, 1999    | Prescott             | P. G. Comba                      |
| 121334 - | 1999 TQ3               | 3 d'octubre, 1999    | Stroncone            | Stroncone                        |
| 121335 - | 1999 TO4               | 2 d'octubre, 1999    | Socorro              | LINEAR                           |
| 121336 - | 1999 TF6               | 6 d'octubre, 1999    | Modra                | L. Kornoš, J. Tóth               |
| 121337 - | 1999 TW8               | 1 d'octubre, 1999    | Farra d'Isonzo       | Farra d'Isonzo                   |
| 121338 - | 1999 TY8               | 1 d'octubre, 1999    | Farra d'Isonzo       | Farra d'Isonzo                   |
| 121339 - | 1999 TO15              | 13 d'octubre, 1999   | Ondřejov             | P. Kušnirák, P. Pravec           |
| 121340 - | 1999 TO17              | 15 d'octubre, 1999   | Prescott             | P. G. Comba                      |
| 121341 - | 1999 TB19              | 15 d'octubre, 1999   | Višnjan Observatory  | K. Korlević                      |
| 121342 - | 1999 TV19              | 10 d'octubre, 1999   | Xinglong             | BAO Schmidt CCD Asteroid Program |
| 121343 - | 1999 TH27              | 3 d'octubre, 1999    | Socorro              | LINEAR                           |
| 121344 - | 1999 TB29              | 4 d'octubre, 1999    | Socorro              | LINEAR                           |
| 121345 - | 1999 TA32              | 4 d'octubre, 1999    | Socorro              | LINEAR                           |
| 121346 - | 1999 TB33              | 4 d'octubre, 1999    | Socorro              | LINEAR                           |
| 121347 - | 1999 TL33              | 4 d'octubre, 1999    | Socorro              | LINEAR                           |
| 121348 - | 1999 TP33              | 4 d'octubre, 1999    | Socorro              | LINEAR                           |
| 121349 - | 1999 TM34              | 2 d'octubre, 1999    | Socorro              | LINEAR                           |
| 121350 - | 1999 TU34              | 3 d'octubre, 1999    | Socorro              | LINEAR                           |
| 121351 - | 1999 TL35              | 4 d'octubre, 1999    | Socorro              | LINEAR                           |
| 121352 - | 1999 TG38              | 1 d'octubre, 1999    | Catalina             | CSS                              |
| 121353 - | 1999 TF39              | 3 d'octubre, 1999    | Catalina             | CSS                              |
| 121354 - | 1999 TX47              | 4 d'octubre, 1999    | Kitt Peak            | Spacewatch                       |
| 121355 - | 1999 TQ49              | 4 d'octubre, 1999    | Kitt Peak            | Spacewatch                       |
| 121356 - | 1999 TE52              | 4 d'octubre, 1999    | Kitt Peak            | Spacewatch                       |
| 121357 - | 1999 TA54              | 6 d'octubre, 1999    | Kitt Peak            | Spacewatch                       |
| 121358 - | 1999 TR54              | 6 d'octubre, 1999    | Kitt Peak            | Spacewatch                       |
| 121359 - | 1999 TG55              | 6 d'octubre, 1999    | Kitt Peak            | Spacewatch                       |
| 121360 - | 1999 TP56              | 6 d'octubre, 1999    | Kitt Peak            | Spacewatch                       |
| 121361 - | 1999 TJ60              | 7 d'octubre, 1999    | Kitt Peak            | Spacewatch                       |
| 121362 - | 1999 TB61              | 7 d'octubre, 1999    | Kitt Peak            | Spacewatch                       |
| 121363 - | 1999 TK61              | 7 d'octubre, 1999    | Kitt Peak            | Spacewatch                       |
| 121364 - | 1999 TH62              | 7 d'octubre, 1999    | Kitt Peak            | Spacewatch                       |
| 121365 - | 1999 TB65              | 8 d'octubre, 1999    | Kitt Peak            | Spacewatch                       |
| 121366 - | 1999 TZ65              | 8 d'octubre, 1999    | Kitt Peak            | Spacewatch                       |
| 121367 - | 1999 TK67              | 8 d'octubre, 1999    | Kitt Peak            | Spacewatch                       |
| 121368 - | 1999 TP69              | 9 d'octubre, 1999    | Kitt Peak            | Spacewatch                       |
| 121369 - | 1999 TJ70              | 9 d'octubre, 1999    | Kitt Peak            | Spacewatch                       |
| 121370 - | 1999 TK72              | 9 d'octubre, 1999    | Kitt Peak            | Spacewatch                       |
| 121371 - | 1999 TE77              | 10 d'octubre, 1999   | Kitt Peak            | Spacewatch                       |
| 121372 - | 1999 TD79              | 11 d'octubre, 1999   | Kitt Peak            | Spacewatch                       |
| 121373 - | 1999 TB80              | 11 d'octubre, 1999   | Kitt Peak            | Spacewatch                       |
| 121374 - | 1999 TG80              | 11 d'octubre, 1999   | Kitt Peak            | Spacewatch                       |
| 121375 - | 1999 TK80              | 11 d'octubre, 1999   | Kitt Peak            | Spacewatch                       |
| 121376 - | 1999 TX83              | 13 d'octubre, 1999   | Kitt Peak            | Spacewatch                       |
| 121377 - | 1999 TF85              | 14 d'octubre, 1999   | Kitt Peak            | Spacewatch                       |
| 121378 - | 1999 TO87              | 15 d'octubre, 1999   | Kitt Peak            | Spacewatch                       |
| 121379 - | 1999 TV87              | 15 d'octubre, 1999   | Kitt Peak            | Spacewatch                       |
| 121380 - | 1999 TJ89              | 2 d'octubre, 1999    | Socorro              | LINEAR                           |
| 121381 - | 1999 TJ94              | 2 d'octubre, 1999    | Socorro              | LINEAR                           |
| 121382 - | 1999 TU97              | 2 d'octubre, 1999    | Socorro              | LINEAR                           |
| 121383 - | 1999 TJ100             | 2 d'octubre, 1999    | Socorro              | LINEAR                           |
| 121384 - | 1999 TM104             | 3 d'octubre, 1999    | Socorro              | LINEAR                           |
| 121385 - | 1999 TC114             | 4 d'octubre, 1999    | Socorro              | LINEAR                           |
| 121386 - | 1999 TP114             | 4 d'octubre, 1999    | Socorro              | LINEAR                           |
| 121387 - | 1999 TE117             | 4 d'octubre, 1999    | Socorro              | LINEAR                           |
| 121388 - | 1999 TJ117             | 4 d'octubre, 1999    | Socorro              | LINEAR                           |
| 121389 - | 1999 TY117             | 4 d'octubre, 1999    | Socorro              | LINEAR                           |
| 121390 - | 1999 TA118             | 4 d'octubre, 1999    | Socorro              | LINEAR                           |
| 121391 - | 1999 TP118             | 4 d'octubre, 1999    | Socorro              | LINEAR                           |
| 121392 - | 1999 TU118             | 4 d'octubre, 1999    | Socorro              | LINEAR                           |
| 121393 - | 1999 TA120             | 4 d'octubre, 1999    | Socorro              | LINEAR                           |
| 121394 - | 1999 TM120             | 4 d'octubre, 1999    | Socorro              | LINEAR                           |
| 121395 - | 1999 TQ122             | 4 d'octubre, 1999    | Socorro              | LINEAR                           |
| 121396 - | 1999 TW123             | 4 d'octubre, 1999    | Socorro              | LINEAR                           |
| 121397 - | 1999 TR125             | 4 d'octubre, 1999    | Socorro              | LINEAR                           |
| 121398 - | 1999 TH129             | 6 d'octubre, 1999    | Socorro              | LINEAR                           |
| 121399 - | 1999 TO129             | 6 d'octubre, 1999    | Socorro              | LINEAR                           |
| 121400 - | 1999 TQ129             | 6 d'octubre, 1999    | Socorro              | LINEAR                           |